# Foundland (Dominica)
Foundland ist das vulkanische Bergmassiv im Südosten des Inselstaates Dominica. Foundland erreicht zwar nur eine Höhe von 860 m, ist aber der landschaftsprägende Berg im äußersten Südosten des Landes.

## Geographie
Der Berg befindet sich im äußersten Südosten des Landes und ist teilweise im Nationalpark Morne Trois Pitons eingefasst. Die bedeutendsten Siedlungen im Umkreis sind Delicés, Petite Savane und Geneva. Zahlreiche Flüsse entspringen in seinen stark zerklüfteten Hängen und den Ausläufern, die zum Teil bis nahe an die Küste reichen. Unter anderem entspringen Geneva River und seine Quellflüsse, Savane River und die Zuflüsse des Rivière Blanche (Dominica) in Foundland. Die Ausläufer des Berges führen oft eigene Namen, sofern sie nahe an der Küste liegen: Morne Paix Bouche (⊙, 477 m), Morne Toupie (⊙), Fabre Hill (⊙, 240 m), Grand Fond Valley (⊙, 720 m).